# Sacrificio di Polissena

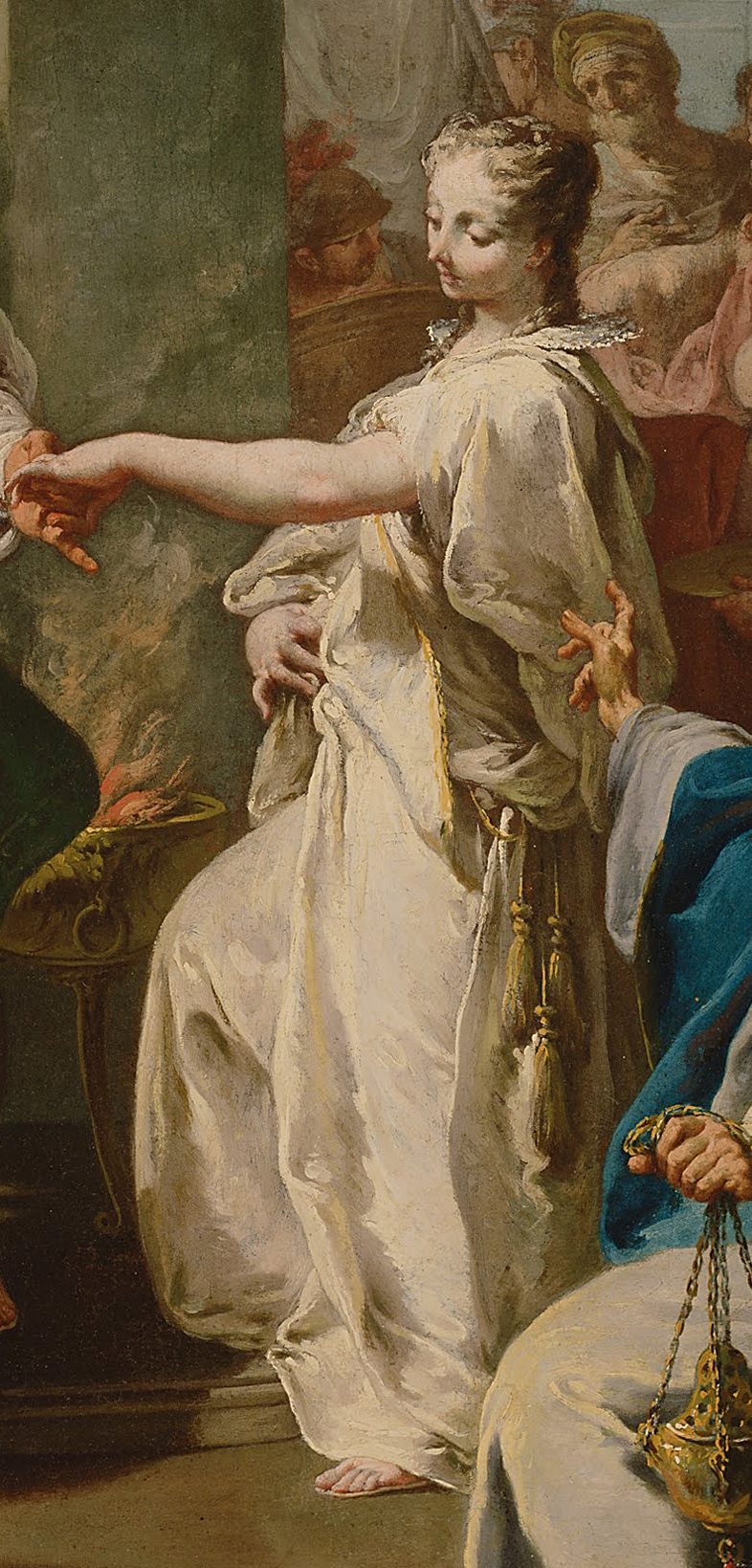
Il portamento regale di Polissena mentre si avvia al proprio sacrificio: particolare dal Sacrificio di Polissena del Getty Museum, Malibù.

Il Sacrificio di Polissena è il soggetto di numerosi dipinti di Giambattista Pittoni. La scena rappresenta Neottolemo, figlio di Achille, che ordina l'immolazione della giovane principessa troiana sulla tomba del padre.

## La rappresentazione del mito: i precedenti
Il personaggio ed il mito di Polissena, per quanto non particolarmente frequentato, è sempre rimasto presente nella letteratura, tramandato principalmente da alcuni testi classici. A partire da Euripide che la cita nella tragedia Le Troiane e la sviluppa in Ecuba. Qui nella scena culminante la fanciulla rivendica la propria dignità regale e si strappa la veste per offrire coraggiosamente il petto al carnefice. Nelle Metamorfosi Ovidio la principessa insiste sulla propria dignità ed intima di rimanere inviolata prima della vicina morte. Seneca nelle Troades introduce anche il fatto che fosse ritenuta promessa sposa di Achille e che la morte l'avrebbe ricongiunta allo sposo ed anche il particolare dello sgomento di Agamennone per l'orrendo sacrificio umano. Filostrato ricorda la vicenda nella Vita di Apollonio di Tiana dove lo spirito di Achille rivela che la fanciulla, innamorata e ricambiata dall'eroe, aveva invece voluto suicidarsi sulla sua tomba. Fu poi più o meno direttamente citato anche da Dante e Boccaccio.
Stesso destino ebbe il mito nelle arti figurative, rappresentato in tempi ancora più antichi nella pittura vascolare greca e poi in qualche bassorilievo funerario. Quanto alle arti maggiori si ricorda solo attraverso notizie indirette il dipinto di Polignoto di Taso nell'Acropoli di Atene. Poi, fino a quasi tutto il rinascimento rimase relegato a qualche miniatura nei codici o a qualche stampa (p.e. tra le illustrazioni di qualche edizione delle sempreverdi Metamorfosi o in mezzo a quelle della Cronaca fiorentina illustrata, probabilmente di Maso Finiguerra).
Nel periodo barocco, dal classicismo al rococò, Polissena fu oggetto di una relativamente maggiore attenzione sia nei vari generi letterari sia nella lirica, talvolta – riutilizzando le varie fonti – piegando la vicenda alle individuali esigenze narrative e accettabili nel gusto del tempo e proponendo l'amore reciproco di Polissena e Achille culminante nel suicidio della principessa. Comunque tutti gli autori cercarono, o si trovarono, a ritagliarle una dimensione tragica autonoma, più individuale e meno comprimaria.
Fu così che Polissena riapparve nella vera e propria pittura, individuando il soggetto nella scena chiave che precede più o meno prossimamente il sacrificio o la separazione da Ecuba, Il primo artista a dipingerla, in un'ottica già presente nel rinascimento di ricreare opere scomparse ma celebrate nel passato, fu Pietro da Cortona nel 1823/1624, poi almeno dieci anni dopo fu Giovanni Francesco Romanelli, più tardi ancora (1647) Charles Le Brun e Nicolas Prévost.
Della prima opera dedicata al Sacrificio di Polissena in area veneta alla fine del Seicento la paternità è dibattuta tra Federico Bencovich e Giambattista Mariotti. A questa seguì la prime stesura del Pittoni (1720 circa) seguita poco dopo da quelle di Sebastiano Ricci (1725 circa) e Giovanni Antonio Pellegrini (1730 circa), sebbene per questi ultimi due – grandi viaggiatori – non è dato sapere dove e per quale cliente avessero dipinto le loro telette.
Un gruppo di autori e opere non particolarmente nutrito se lo si raffronta a un altro soggetto mitologico, ugualmente di fanciulla destinata al sacrificio, come quello di Ifigenia, che a differenza di tutti gli altri maestri veneziani Pittoni non dipinse mai, o tutti quelli tratti dalle Metamorfosi.
In questo contesto, pur senza rinunciare ad altri richiesti temi, Pittoni assunse, e con successo, un ruolo quasi di monopolista di questo soggetto (e di un altro, altrettanto meno praticato, il Sacrificio della figlia di Iefte) dipingendone diverse variazioni a cui accompagnò, vista la pressante richiesta, numerose repliche autografe e qualcuna di bottega.

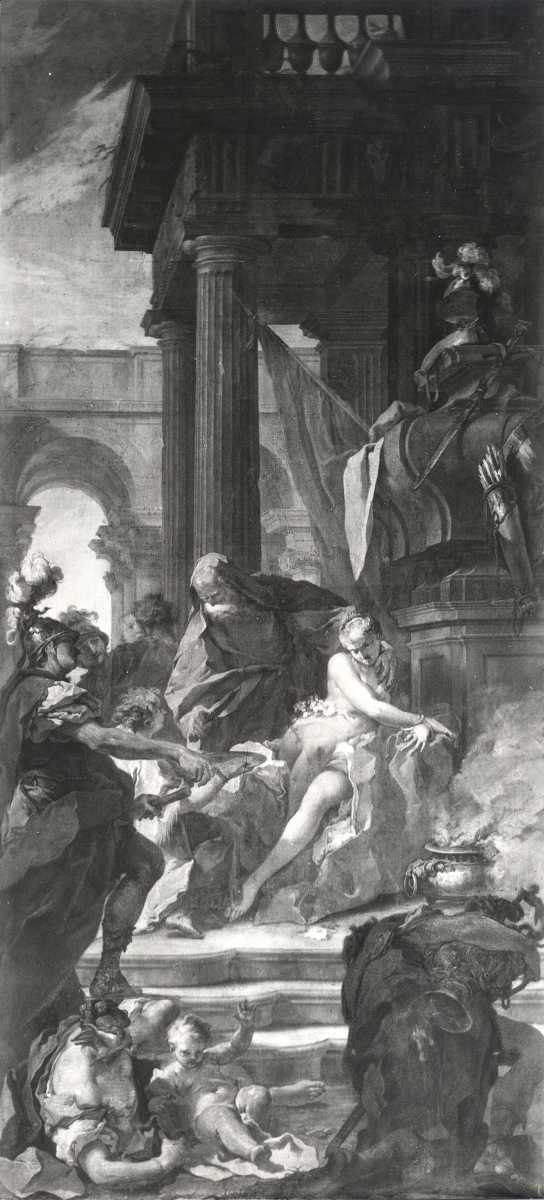
Sacrificio di Polissena, 1720 circa, olio su tela, 500 x 240 cm, già Palazzo Caldogno Tecchio, Vicenza, distrutto.

## LePolissenadi Pittoni

### Il distruttoSacrificio di Polissenadi Vicenza
La prima esperienza di Pittoni con questo soggetto fu la gigantesca tela per i Caldogno, disgraziatamente distrutta, assieme al palazzo privato dove era rimasta esposto sin dalle origini, in uno dei bombardamenti aerei di Vicenza del 1945, negli ultimi mesi di guerra. Ne rimangono soltanto alcune fotografie in bianco e nero.
Questo dipinto, per quanto ancora si può leggere, è ancora inscritto in un gusto tardo-barocco sia nella resa pittorica sia nello spirito della rappresentazione. Rappresentazione in questo caso violenta, tutta lacrime e sangue, come appunto nel teatro barocco. Il sacerdote impugna già la lama, pronto a colpire, e con l'altra mano trattiene il corpo, prostrato ma sfuggente, della fanciulla terrorizzata. Crudeltà manifesta insomma. Eppure il corpo seminudo della principessa continua a rivela una particolare grazia nel modo in cui contrae le mani legate o incrocia le gambe tornite – che ricordano quelle che Pittoni aveva dato alla morta Agrippina (altra tela distrutta). I fondali scenografici ravvicinati paiono fortemente ispirati al Solimena, specialmente nell'anacronistica balaustrata sopra l'edificio in secondo piano e nell'accurato doppio porticato di sfondo.
Sebbene rispetto ai precedenti di Pietro da Cortona e Giovanni Francesco Romanelli il ruolo di carnefice sia impersonato da un sacerdote in attesa di un ordine piuttosto che un rabbioso Neottolemo, il senso della scena appare simile. Cioè l'interesse è solo quello di spettacolizzare una nuova vittima sacrificale con un tocco di erotismo piuttosto che rappresentarne le virtù eroiche sottolineate dalle fonti: Polissena è solo una povera vittima indifesa, non mostra coraggio, ma solo rassegnato terrore. Solo i fiori che ornano la sua veste e giacciono sulla sommità della scalinata rivelano un originale riferimento a Le Troadi di Seneca e qualificano la principessa come una promessa sposa a prescindere dalla propria volontà. Viceversa l'esplicito riferimento a Euripide – quando racconta che Polissena si strappò dalle spalle le vesti offrendo il petto al carnefice – ripreso dai precedenti da Cortona e, più pudicamente, Romanelli e di nuovo nel Bencovich/Mariotti, che presentano la fanciulla a braccia aperte e libere, è contraddetto dal Pittoni che la raffigura legata ai polsi.
Il numero dei personaggi è ancora limitato, in controluce o illuminati parzialmente, in modo da concentrare l'attenzione sull'unica pienamente illuminata figura della principessa Polissena. Ma è ben presente quasi in primo piano Neottolemo nella netta postura d'imperio, pressoché perennemente ripetuta nelle redazioni successive. Sono anche presenti buona parte delle attrezzerie sceniche che poi Pittoni continuerà ad utilizzare: la grande urna di Achille con appese le armi dell'eroe accosta a al bordo della scena, le colonne, la scalinata, il vaso cesellato, il braciere fumante, i soldati di sfondo e gli spettatori o inservienti in primissimo piano.

### LePolissenadi Tipo A

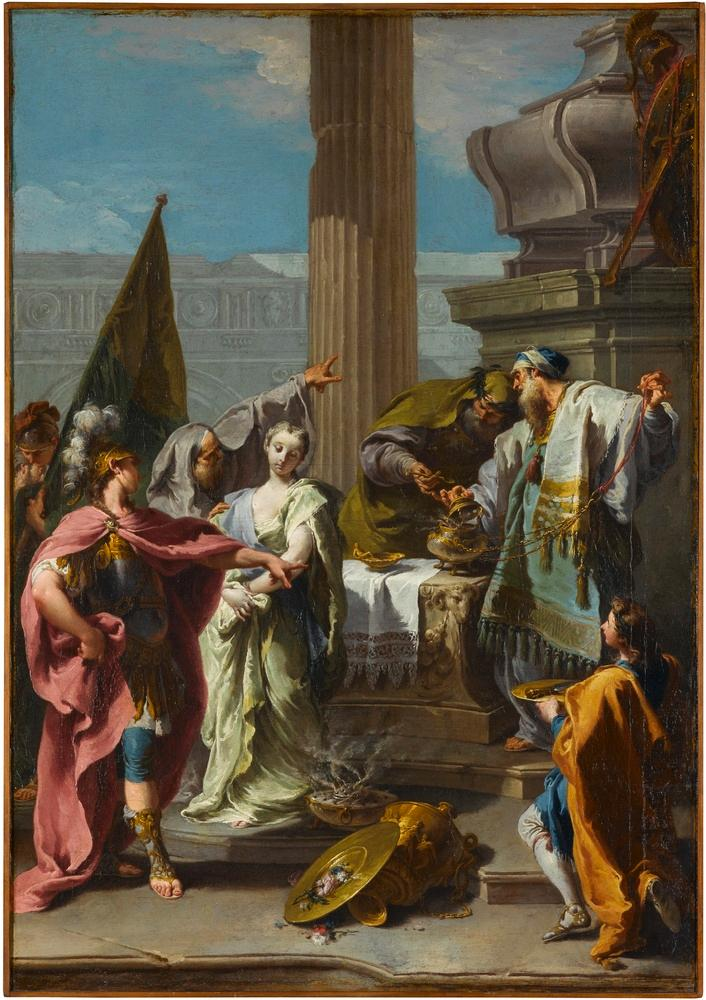
Sacrificio di Polissena, 1732 circa, olio su tela, 71 x 49,5 cm, Staatsgalerie, Stoccarda.

Una decina d'anni dopo, nello stretto periodo della prima metà del quarto decennio del Settecento, Pittoni riprese in mano il soggetto in una produzione seriale, con tele talvolta affidate alla bottega, seguendo tre modelli che la studiosa Franca Zava Boccazzi ha classificato in Tipo A, B e C. La motivazione fu probabilmente strettamente commerciale viste le più o meno ridotte dimensioni delle opere, ad eccezione dell'unico grande dipinto per Palazzo Taverna. Più o meno tutti gli esemplari dei tre tipi erano concepiti assieme ad un proprio pendant.
Per quanto prodotti in un periodo piuttosto stretto della fase matura del Pittoni è possibile valutare una successione cronologica in base all'evoluzione della complessità della scena rappresentata.
Il primo risulta essere il Tipo A: la serie rappresenta la composizione più semplice tra le diverse varianti e si compone soltanto di esemplari di dimensioni ridotte (tutti di circa 70 x 50 cm).

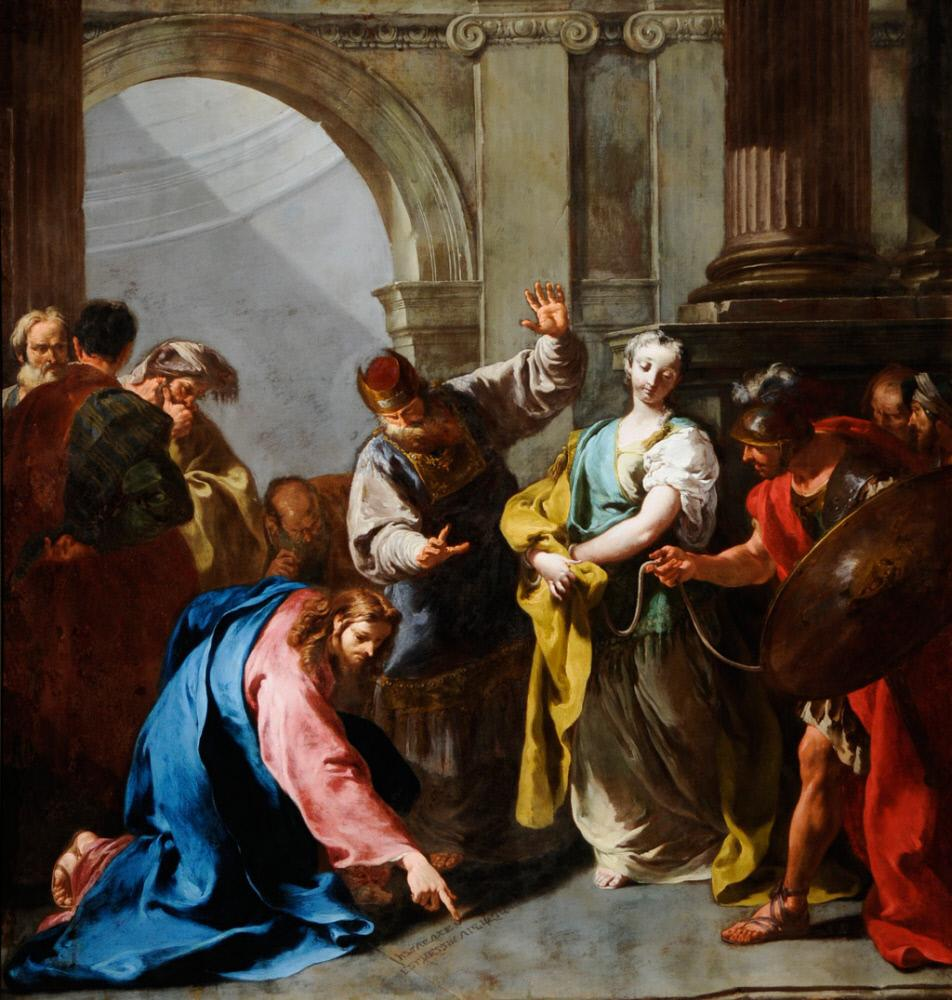
Cristo e l'adultera, 1730/1732, olio su tela, 172 x 160 cm, Graves Art Gallery, Sheffield.

Venne messo in relazione con Cristo e l'adultera dei musei di Sheffield da Pallucchini nel 1960 per la ripetizione della figura dell'adultera in quella di Polissena. Ma anche altre figure sono riprese da dipinti precedenti: Neottolemo è ripreso dalla Tomba allegorica di Charles Sackville, VI conte di Dorset – un'evoluzione della stessa figura nel Sacrificio di Vicenza –  e i due sacerdoti affaccendati con l'incenso provengono dall'altra Tomba allegorica dell'arcivescovo Tlllotson.
La tela riprende alcuni motivi della precedente: l'incombente tomba è ancora addossata sulla sinistra con le armi dell'eroe appese sull'urna; dell'edificio in secondo piano rimane solo una colonna che centralmente riequilibra la scena; il portico è ora una struttura dal colore ovattato per ottenere profondità; il vaso cesellato che era faticosamente portato da un inserviente è ora abbandonato sui gradini accanto al braciere fumante e semicoperto da un ampio piatto. Ma, se i fiori sparsi leggiadramente indicano ancora un celebrando matrimonio, diventa chiara la funzione del vaso: raccogliere il sangue della vittima sacrificale.
La composizione impostata su una linea diagonale che salendo dai gradini raggiunge in alto l'urna di Achille presenta un numero di personaggi più limitato di quella di Vicenza. Personaggi però maggiormente identificati nei ruoli. Nella minore violenza e concitazione dell'opera l'arma del sacrificio è molto meno appariscente, all'estrema destra, portata da un paggetto sopra di un vassoio. I sacerdoti sono solo intenti ad accendere l'incenso di un turibolo su un piccolo elaborato altare coperto da una raffinata tovaglia, un solo soldato appare come pubblico.
In secondo piano, tra l'imperante Neottolemo e Polissena, compare una figura ammantata che indica l'urna. È probabilmente l'augure Calcante che pronuncia il suo vaticinio «si deve sacrificare una vergine al defunto re tessalo, e nella tenuta che indossano le spose tessale, ioniche o micenee» Ritorna più sviluppata in modo più maturo l'idea del "matrimonio nella morte" tra la Principessa ed il Pelide. Ed in effetti la fanciulla non è più seminuda come esige l'augure, appare rassegnata alla sua sorte, ma il fatto che il sacrificio debba avvenire contro la sua volontà è ancora evidenziato dai polsi legati.

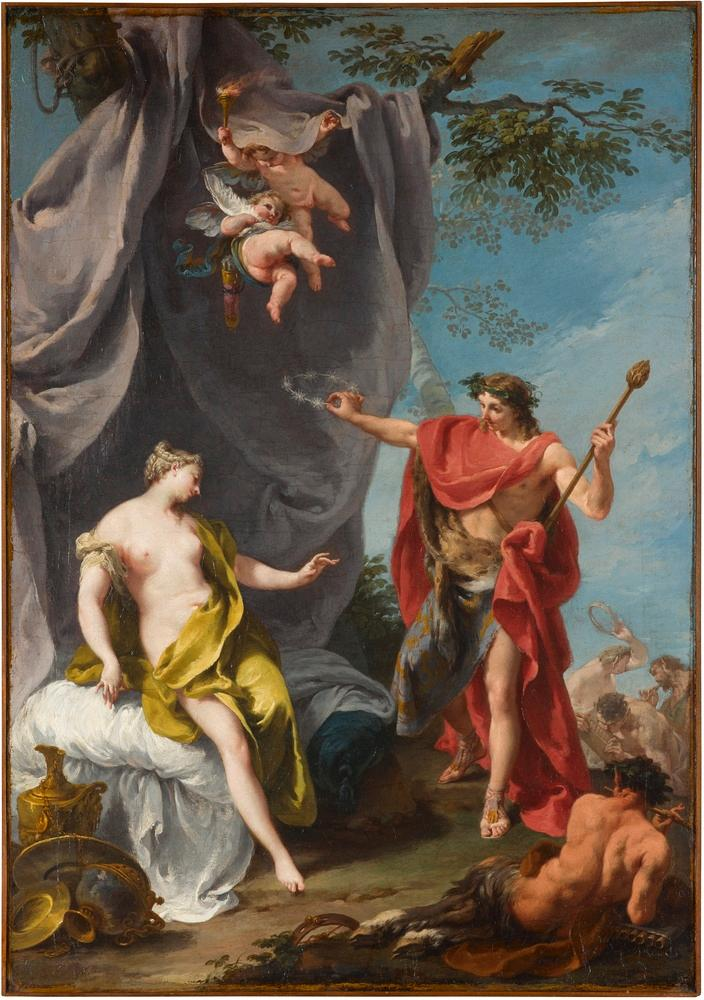
Bacco e Arianna, 1732 circa, olio su tela, 71,3 x 50 cm, Staatsgalerie, Stoccarda.

Esistono diverse repliche autografe dell'opera oltre a quelle visibili nei musei con differenze minime o difficilmente percepibili. Tra queste differenze si suppone che Pittoni utilizzasse i minimi dettagli delle crepe e scalfitture nei marmi delle architetture per distinguere i vari esemplari.
Viene utilizzato normalmente come esemplare di riferimento quello presente alla Staatsgalerie di Stoccarda che, assieme al Bacco e Arianna il pendant che l'accompagna ancora, presenta la più raffinata esecuzione. La versione della Národní galerie di Praga, anche questa accompagnata dal pendant, differisce da quello di Stoccarda in elementi appena visibili come l'espressione addolcita della principessa e nei panneggi più morbidi della sua tunica. L'esemplare del Walters Art Museum di Baltimora risulta molto simile a quello tedesco, ma il pendant risulta perduto. Quello al Muzeum Narodowe di Poznań presenta alcune varianti, come l'assenza di scanalature nella colonna e di fumo sopra il braciere oltre all'alterazione della posizione delle dita di Polissena, ma è la diffusa minore accuratezza esecutiva a far supporre che l'opera sia stata portata a termine da qualcuno della bottega. È noto dai documenti che esistesse una replica completa del pendant presso una collezione bresciana di cui, venduta nel 1802, se ne sono perse le tracce.
Risulta invece improbabile l'accettazione come autografo dell'esemplare al Thyssen-Bornemisza di Madrid specie per l'approssimazione nei panneggi e nella modifica dei lineamenti delle varie figure, meno significativa è la variante dello sfondo in cui spunta un albero. È da notare che nel 1957 era apparso nel mercato antiquario un altro esemplare, dato come di scuola, con l'architettura di sfondo sostituita da una struttura a guglia.
Le varie repliche del Tipo A, probabilmente tutte, erano accompagnate in pendant dal quadro di Bacco e Arianna, un soggetto piuttosto frequente in pittura. Due di queste coppie sono ancora visibili assieme alla Národní galerie di Praga e alla Staatsgalerie di Stoccarda, mentre due repliche del Bacco e Arianna si trovano isolate alla Pinacoteca di Brera e al Museu de Arte di San Paolo.
L'intento era forse quello di compensare la storia dell'amore infelice di Polissena con quella a lieto fine di Arianna. Le telette infatti si riferiscono alla versione della leggenda secondo cui Arianna, abbandonata da Teseo a Nasso, venne raggiunta e salvata da Bacco/Dioniso. Il dio poi la volle come sposa e come dono nuziale le diede un diadema che lanciato nel cielo formò la costellazione della Corona Boreale.

### LePolissenadi Tipo B

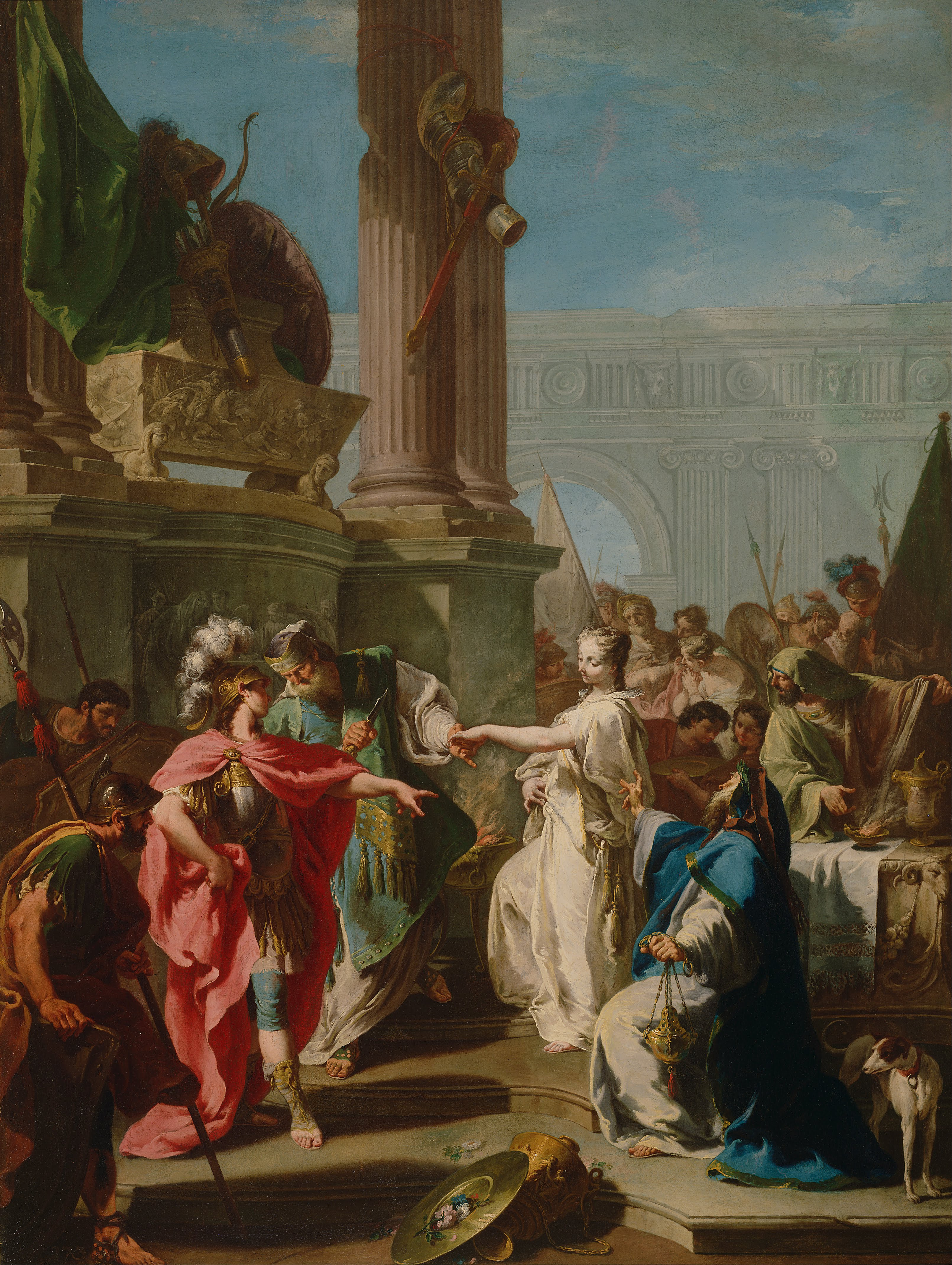
Il Sacrificio di Polissena, 1732/1733, olio su tela, 128,3 x 95,3 cm, Getty Museum, Malibù.

Al 1732/1733 risale il secondo tipo del Sacrificio, in questo caso realizzato forse in solo tre esemplari, grandi quasi il doppio dei precedenti (circa 128 x 95 cm).
La scenografia, nel presentare svariati elementi simili alla versione precedente, appare ribaltata specularmente. Le architetture sono più definite, in quella di sfondo appare un'apertura ad arco e il complesso della tomba è delimitato ai due lati da più trionfali colonne binate, e anche la distribuzione delle armi in memoria dell'eroe è più complessa e accurata: una parte d'armatura con la spada è appeso alle colonne centrali, scudo, arco, faretra ed elmo sono disposti sopra l'urna assieme a una bandiera verde.
All'interno di questi arricchimenti sono da notare le differenze sull'urna, questa volta sostenuta da due sfingi sopra un alto basamento ornato bassorilievi, tra l'esemplare dell'Ermitage e quello di Malibù dove è decorata anch'essa da bassorilievi.

Il numero delle figure rappresentate – primarie e comprimarie – è aumentato ed esposto con una mimica da balletto, in una recitazione sospesa e una foga drammatica acquietata come in una scena d'opera lirica con un'attrezzeria scenica sempre più complessa e luccicante composta da armi, vasellame dorato, turiboli e idoletti. Il vaso cesellato con il piatto ed i fiori nuziali riappaiono nella stessa posizione. 

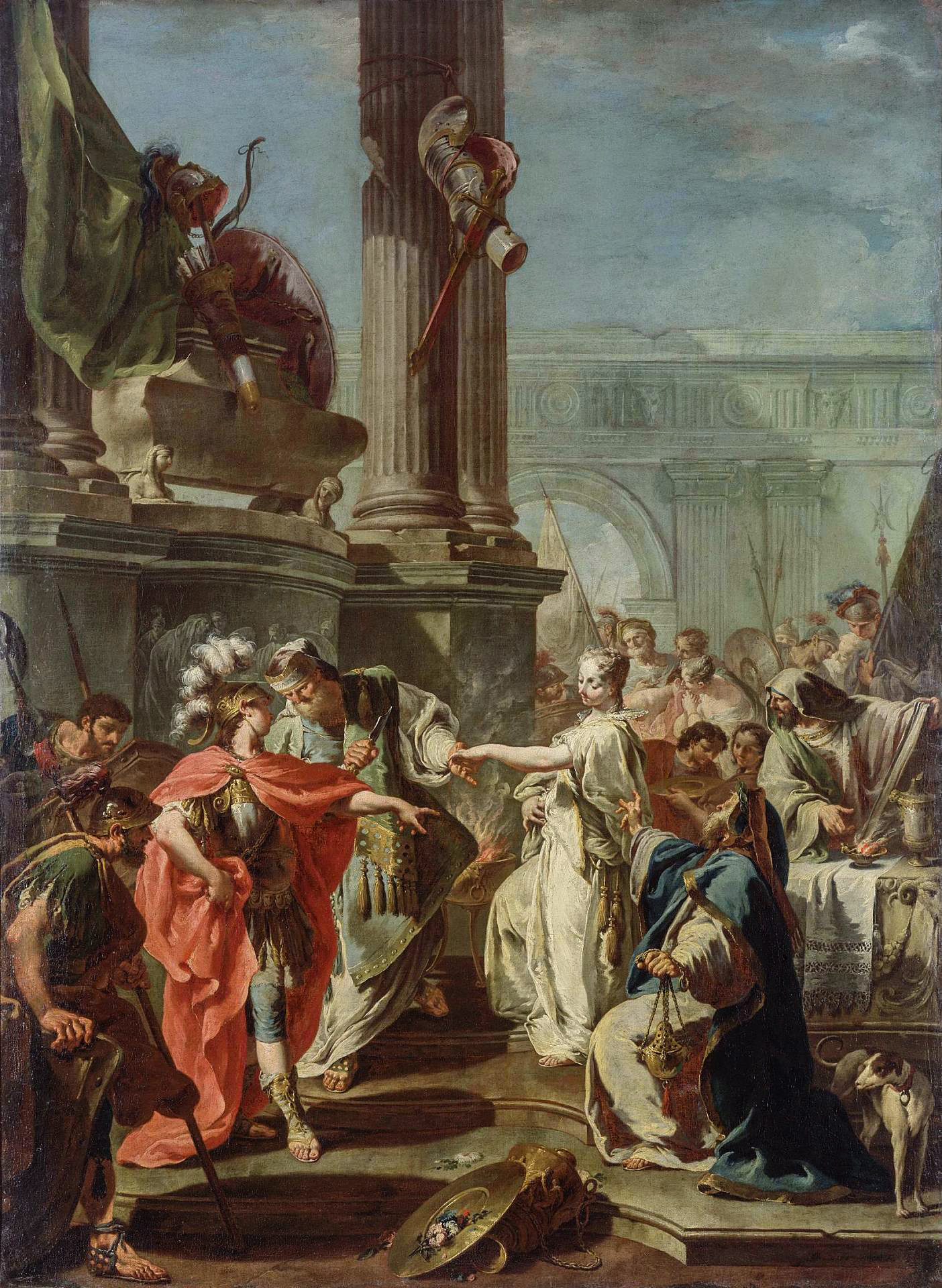
Sacrificio di Polissena, 1732/1733, olio su tela, 129 x 94 cm, Ermitage, San Pietroburgo.

E come sottolinea Pallucchini: «In questa continua iterazione si va evidenziando una tecnica di montaggio perfezionista che elimina ogni impulso d'ispirazione, ma sottintende una pratica professionale dove la resa espressiva è calcolata in ogni suo dettaglio, senza scadimenti accademici, tanto vivace e fervida appare la nitidezza, anzi lo splendore cromatico.»
In questa serie Pittoni precisò meglio la sua interpretazione assecondando il gusto dei suoi contemporanei verso la variante della storia, sì drammatica, ma meno crudele in cui si ammette l'amore ricambiato tra Polissena e Achille. È la variante già adottata dalla lirica e che prende origine dall'apocrifo di Ditte Candiotto e Darete Frigio Della Guerra di Troiana (già noto e pubblicato in latino alla fine del Quattrocento e la cui traduzione in volgare di Tommaso Procacchi fu più volte ripubblicata a Venezia proprio nell'epoca dei sacrifici) ma ricordata prima anche da Servio e Filostrato. La morte di Polissena ci sarà, data da un sacerdote o dalle sue stesse mani, ma fuori scena.

E infatti in un assieme affollato come a un matrimonio, Polissena si avvia porgendo la mano al sacerdote con un'allure regale nella sua splendente bellezza, ma (come scriveva Seneca) con lo sguardo abbassato con modestia. Il sacerdote impugna di nuovo il coltello, ma lo tiene ritratto mentre ascolta Neottolemo. Solo due donne troiane si disperano tra la folla di armati. La figura dell'augure Calcante è allontanata verso bordo destro a reggere un libro ed indicare un braciere. Il secondo sacerdote è inginocchiato con il turibolo già pronto mentre, in basso a destra, un levriere pezzato osserva placido la scena.

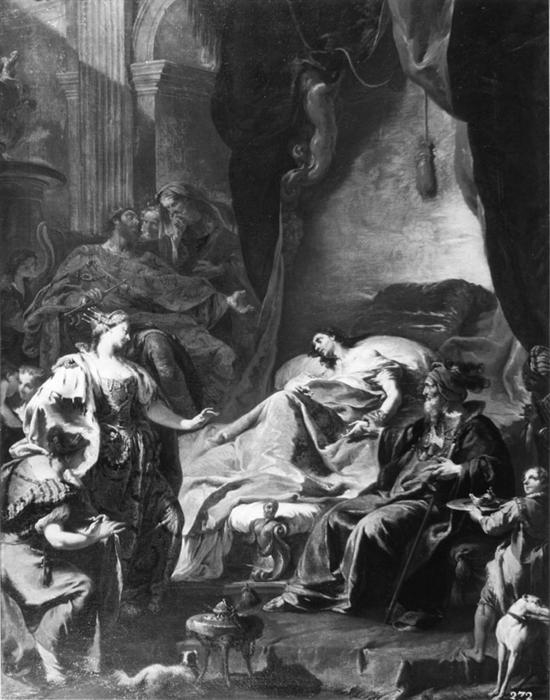
Guarigione di Antioco oppure Antioco e Stratonice, 1732, olio su tela, 128,4 x 95,3 cm, Museum of Fine Arts, Springfield.

L'esemplare del Getty – che è stato all'origine nella ricca collezione di von Schulemburg – «si caratterizza per la particolare luminosità del colore, esaltata al massimo nel contrasto di azzurri turchese, di rosa acceso, di verdi e di gialli». Oltre al bassorilievo con scene di battaglia sull'urna presenta altre piccole differenze meno rilevabili come la mancanza del pennacchio sull'elmo del soldato con alabarda e scudo in primo piano a sinistra, ma rimangono interessanti invece le palpebre appena sollevate di Polissena, che lasciano il suo sguardo a fissare la lama che le darà la morte.
Il dipinto dell’Ermitage giunse al museo con l’acquisizione di una consistente parte della collezione del defunto conte Heinrich von Brühl di Dresda da parte dell’ambasciatore Dimitri Alexeievitch Galitzin. Venne poi venduto nel 1854 nella liquidazione organizzata per finanziare la guerra di Crimea e fu poi recuperato dal museo nel 1937.
Un terzo esemplare, sicuramente autografo e corrispondente all'esemplare dell'Ermitage, apparteneva alla collezione Parker di Londra ed ora è in mano privata in ubicazione ignota. Si ha notizia anche di un'altra replica passata in un'asta del 1928, ma non è dato conoscerne l'autografia e la collocazione attuale.
Di questa versione è noto soltanto il pendant dell'esemplare Schulemburg ora al Getty, Guarigione di Antioco (noto anche come Antioco e Stratonice), esposto separatamente nel Museum of Fine Arts di Springfield. Anche in questo caso è rappresentato un soggetto conosciuto, ma scarsamente trattato in pittura sia la contrapposizione tra un amore infelice e un lieto fine. La tela è infatti basata sulla tradizione del disperato amore di Antioco verso la giovane la matrigna Stratonice, disperazione che lo portò ad ammalarsi. La diagnosi del saggio medico Erasistrato convinse l'anziano padre Seleuco a sciogliere il matrimonio ed a concedere Stratonice al figlio che così guarì.

### LePolissenadi Tipo C
Entro la fine del 1733 risale la realizzazione del primo esemplare del Tipo C, il grande dipinto per il Palazzo Gabrielli-Taverna (370 x 680 cm) ripetuto anche in diverse più piccole repliche (la maggior parte varia le misure attorno a circa 50 x 100 cm, ma ne esiste una ancora più piccola di 36 x 63,5 cm). Il dipinto romano fu eseguito, contrariamente a vecchie ipotesi, a Venezia e poi spedito a Roma. È da rilevare che fu eseguito in stretta successione al Sacrificio della figlia di Iefte con cui condivide diversi particolari.

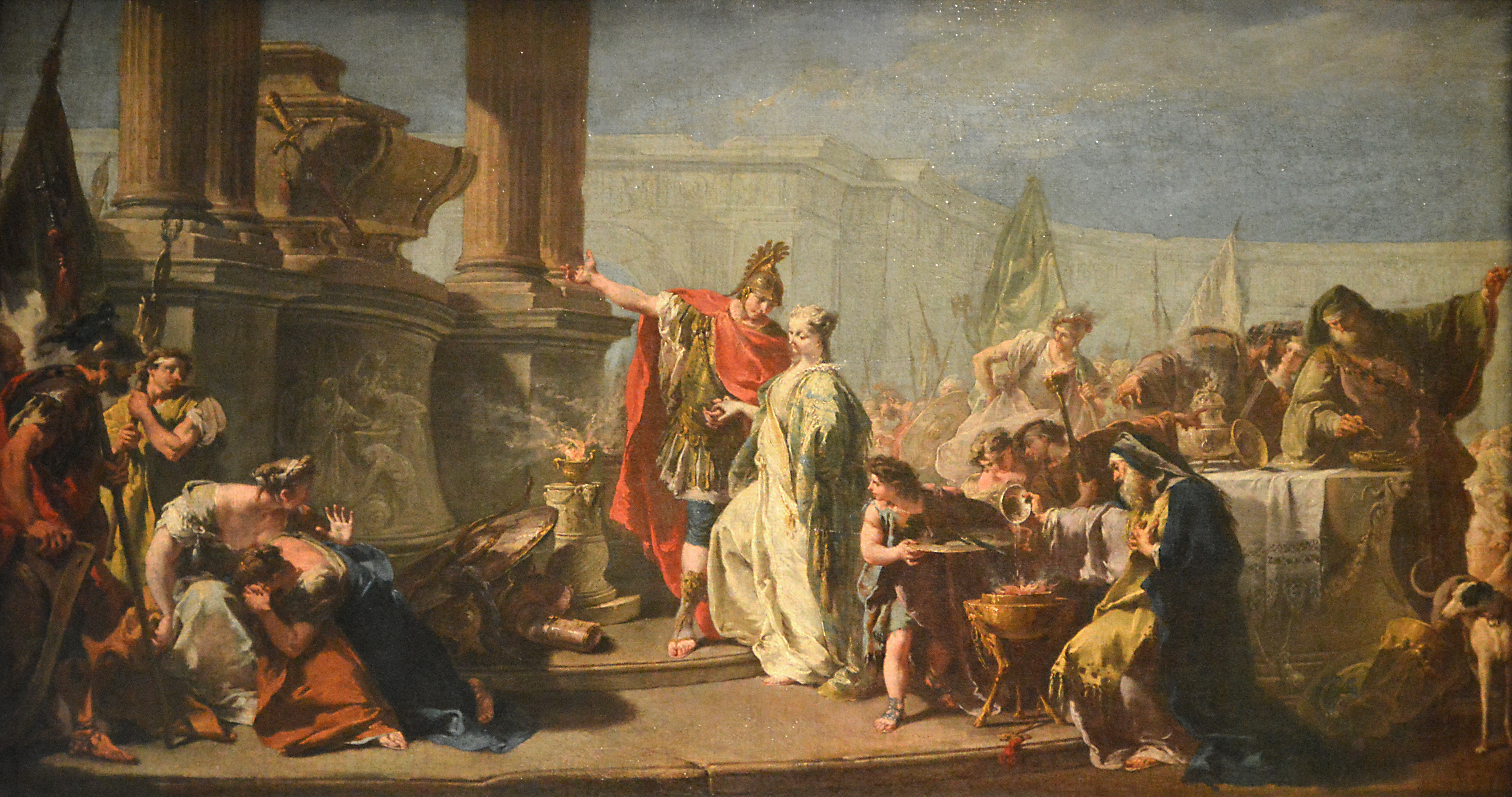
Polissena davanti alla tomba di Achille, 1733 circa, olio su tela, 55,5 x 96,5 cm, Louvre, Parigi.

In questo caso «nel formato orizzontale del telero il Pittoni coordina la rappresentazione, allargandone il ritmo compositivo verso destra con l'ampliamento del coro.» Pur derivando marcatamente dal Tipo B con la monumentale tomba posta a sinistra introduce diverse variazioni, aggiunte e riprese, alcune legate al maggiore spazio disponibile nello sviluppo orizzontale. È il caso dell'architettura di sfondo, che ora è mossa da un ampio spazio ad esedra verso la destra, e quello del leggero slittamento del monumento sepolcrale verso il centro in modo da rendere pienamente visibili le colonne binate di sinistra, che erano precedentemente tagliate dal bordo.
Altre modifiche sono variamente legate alla nuova "sceneggiatura" adottata da Pittoni. Nello spazio resosi libero a sinistra riappare esattamente lo stesso soldato, con la sua alabarda ornata da due nappe e lo scudo quadro, accompagnato però da due diversi altri soldati che portano delle insegne militari e una bandiera, dietro al gruppo visibile ulteriori soldati sono suggeriti dallo spuntare di lance e insegne. Soltanto altri soldati con le loro lance e bandiere compongono il "coro" davanti al fondale, tra questi si erge un soldato a reggere una bandiera ripreso dal precedente dipinto Strage degli innocenti (Milano, collezione privata). Le due donne disperate che erano confuse tra la folla sono ora in primo piano, accasciate sulla sinistra della gradinata accanto alle armi di Achille. Elmo, armatura, scudo, arco e faretra sono accatastate a terra solo la spada rimane appesa sull'urna. Accosto al monumento è una piccola ed elaborata ara di pietra a sorreggere un altrettanto piccolo braciere fiammeggiante. Il vaso cesellato con i suoi fiori, questa volta posto sopra il piatto dorato, è ora spostato a destra tra il sacerdote inginocchiato e sempre lo stesso levriere incuriosito. Il sacerdote sta ora versando dell'acqua in un braciere a tripode dalle gambe caprine. Più in secondo piano, sull'altare, sempre coperto da una bianca tovaglia, un altro sacerdote è intento a caricare l'incenso in un turibolo e quello che potrebbe essere Calcante, sempre reggente un libro, mentre si rivolge verso la folla dietro di lui, indica, al di là di due inservienti con una grande fiaccola, verso il centro della scena.
Ed infatti al centro della scena la trasformazione più rilevante: davanti al sacerdote col braciere un paggetto porta un vassoio con il coltello sacrificale, tenendolo quasi nascosto col suo corpo, e, più decisamente al centro della scena, soltanto Neottolemo accompagna Polissena. Esattamente come aveva proseguito Calcante nel suo vaticinio «Pirro deve condurre al padre la sua sposa».  Così non ci sono altri sacerdoti accanto, ma solo Polissena e Neottolemo. Questi la conduce sorreggendole delicatamente la mano, quasi fosse un testimonio di nozze, e, guardandola in viso, indica la tomba non più con il suo gesto imperativo, ma significativamente con la mano aperta verso l'alto.

La nuova "sceneggiatura" offre la suggestione di nuove interpretazioni, forse volute da Pittoni. Filostrato aveva raccontato nella Vita di Apollonio di Tiana come il mago Apollonio avesse evocato lo spirito di Achille e gli avesse domandato se effettivamente Polissena fosse rimasta uccisa sulla sua tomba e lo spirito «rispose che era vero, ma non erano stati gli Achei ad immolarla, piuttosto era stata lei stessa a recarsi al sepolcro, di propria volontà, e, tanto era il valore che dava alla sua passione per lui e di lui per lei, si gettò sulla lama di una spada». Sebbene l'esito finale, la morte di Polissena, resti indiscutibile non ne è qui interpretabile inequivocabilmente il modo: i sacerdoti sono relegati a destra, non potranno essere loro carnefici, nemmeno forse il raddolcito Neottolemo, né si può sapere se l'ipotesi prescelta sia quella del suicidio della principessa innamorata. Insomma un finale aperto che Pittoni mise a disposizione delle discussioni tra i suoi clienti più eruditi. 

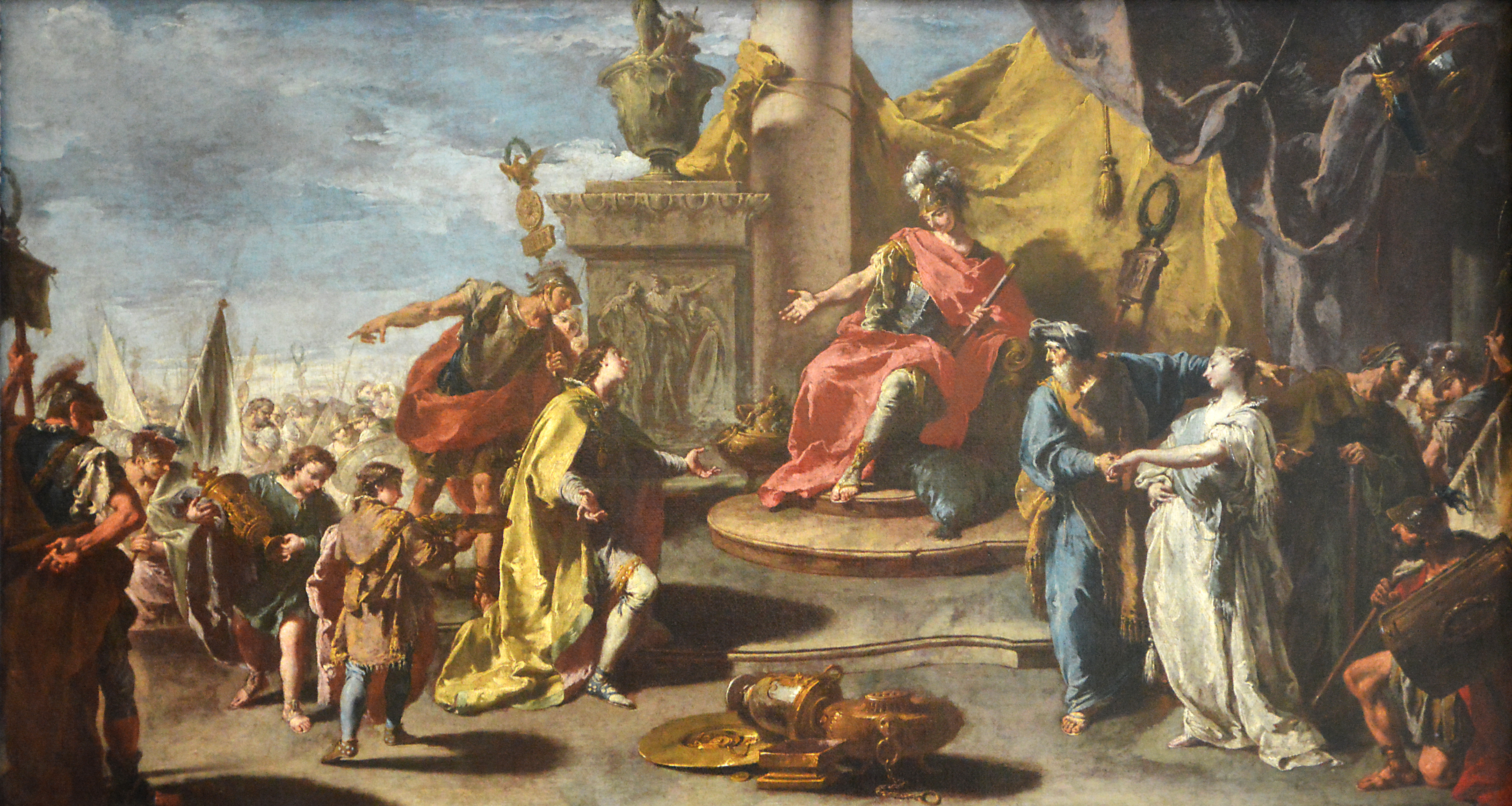
La continenza di Scipione, 1733 circa, olio su tela, 56 x 96 cm, Louvre, Parigi.

Della serie di opere del Tipo C solo quella del Louvre (che il museo titola Polissena davanti alla tomba di Achille) è normalmente visibile al pubblico, fortunatamente assieme al suo pendant originale. Palazzo Taverna è ora adibito ad accogliere eventi, per cui la tela più grande può talvolta essere ammirata. Tutti gli altri esemplari sono in mano privata – anche l'Akron Art Museum ha venduto il suo esemplare – oppure perduti, così sono possibili raffronti solo in base alle foto d'archivio.
È ravvisabile una differenza rispetto agli esemplari romano e parigino e quello già all'Akron: coppia di donne disperate in primo piano sono qui completamente accasciate e non osano guardare (una soluzione ripresa qualche anno dopo nella variante di Würzburg). Mentre negli altri esemplari una tiene il capo sollevato a guardare e tende la mano sinistra aperta verso il centro della scena e l'altra (uguale anche nell'esemplare già all'Akron) nasconde la testa nel grembo della prima. Solo nella copia di bottega – ma con evidenti interventi autografi del Pittoni – in una collezione privata di Treviso è aggiunto l'elmo sopra l'urna. Un caso particolare era l'esemplare perduto già al palazzo Ostankino di Mosca (di cui ci rimane solo una fotografia) dove il fondale diventa un porticato lineare e le colonne del monumento sono sostituite da ampi tendaggi.
Soltanto per la prima opera per Palazzo Taverna non fu predisposto un pendant, che invece doveva essere accoppiato invece a tutte versioni più piccole del Tipo C. Purtroppo oltre a quello del Louvre ci è pervenuto soltanto un esemplare isolato in una collezione privata bresciana e uno in ubicazione ignota mentre di un altro perduto rimane solo la notizia. Nella scelta del soggetto del pendant  Pittoni tornò a scegliere un soggetto già popolare in pittura ed anche nella lirica: La continenza di Scipione. Anche in questo caso il tema che lega i pendant è la contrapposizione tra un amore infelice ed un lieto fine. In questo caso la tradizione racconta che Scipione concesse la libertà e il matrimonio aduna fanciulla innamorata e già promessa sposa che era caduta nelle sue mani come preda di guerra. Interessante notare come in questa composizione, variata e allargata alla nuova ratio orizzontale rispetto al modello originale già nella collezione Widewer di Wiesbaden, la figura della fidanzata salvata riprenda quella di Polissena nel Tipo B.

### La variante di Würzburg

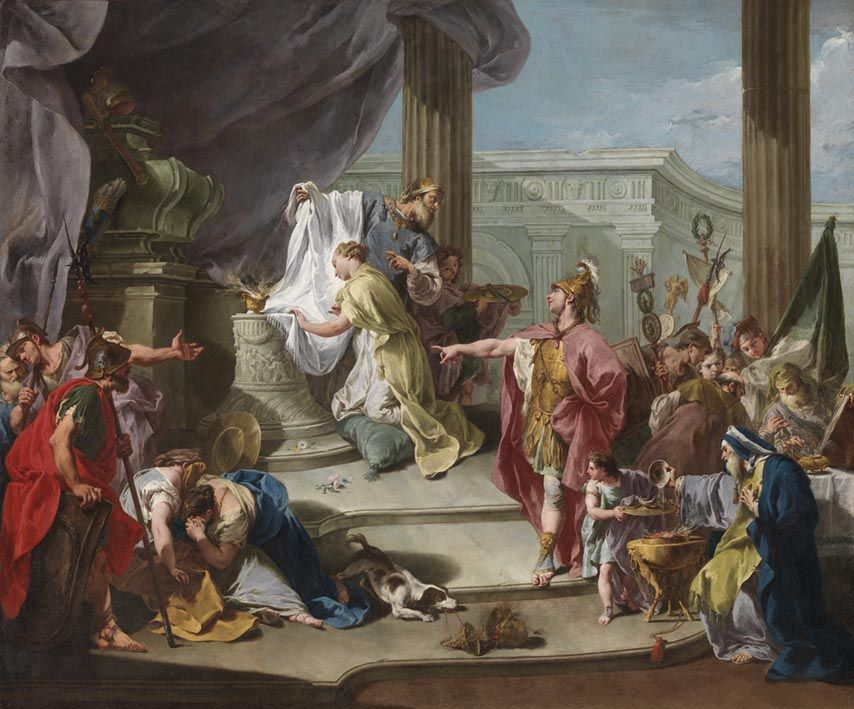
Sacrificio di Polissena, 1737 circa, olio su tela, 134 x 160 cm, Staatsgalerie, Würzburg.

Al di fuori dei modelli classificati nei tre tipi esiste una diversa versione Sacrificio di Polissena dipinta qualche anno dopo e questa volta esemplata su un altro soggetto molto replicato dal Pittoni, ma anche questo ben poco frequente in pittura: il Sacrificio della figlia di Iefte. Questo soggetto dipinto per il Palazzo Reale di Torino e poi, ampiamente mutilato sulla destra e leggermente rifilato sul lato opposto, spostato al Palazzo Reale di Genova fu dipinto leggermente in anticipo rispetto al Tipo C con presenta alcuni tratti in comune.  Solo le diverse repliche molto più piccole (unica visibile al pubblico quella di Southampton), ci aiuta ad immaginare come dovesse essere l'unico esemplare di questo soggetto in grandi dimensioni e così di poterlo confrontare con il Sacrificio di Polissena esposto alla Staatsgalerie di Würzburg assieme al suo pendant originale, anche qui la Clemenza di Scipione come nel Tipo C.

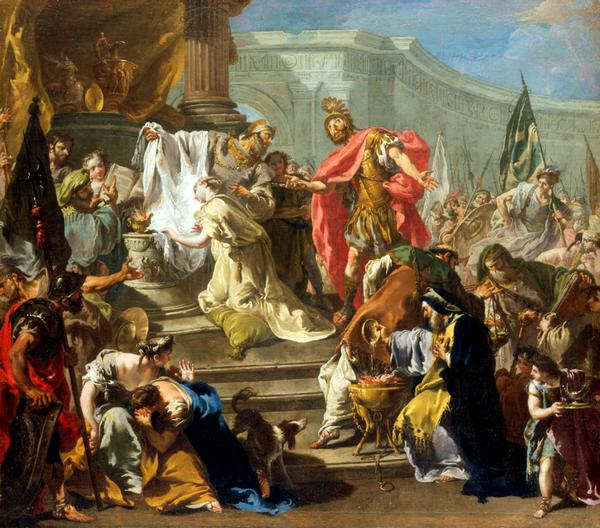
Sacrificio della figlia di Iefte, post 1733, 60,9 x 71,7 cm, City Art Gallery, Southampton.

I cambiamenti tra il dipinto del modello genovese e quello di Würzburg sono diversi e tuttavia le corrispondenze, anche solo parziali, del gruppo di Polissena e il sacerdote, delle figure in basso a destra, la presenza dei gruppi di soldati – sebbene quello di sfondo sia diverso – ed il sacerdote che, in primo piano a destra, versa acqua sul braciere, rendono immediata l'associazione compositiva tra le due opere.
Nella tela di Würzburg quello che segnala immediatamente la diversità è la sostituzione della figura di Iefte, rivolto disperatamente verso il cielo nella speranza di essere sciolto dal voto che obbliga a sacrificare la figlia, con la figura imperante di Neottolemo, posizionato un po' più in basso. Questi, ribaltato specularmente, è esattamente nella stessa posizione ed atteggiamento delle versioni Tipo A e B, ma diversamente il roseo mantello gli copre il braccio sinistro e il suo volto, che qui rimane in piena luce, può rivelare un'espressione soddisfatta,
Naturalmente Pittoni, per adattare chiaramente la scena al diverso soggetto ed in un ambito mitologico pagano, applicò molti altri accorgimenti differenti e necessari. I vasi votivi al di sopra l'ara sacrificale sono sostituiti dall'immancabile tomba accompagnata dalle armi del pelide Achille. Il gruppo che porta le scritture a sinistra dell'ara scompare interamente. Il paggetto, un vassoio vuoto, che osserva con gli occhi sgranati Iefte agitare il pugnale in mano nella Polissena è sostituito da un altro paggetto che reca l'arma sacrificale nel vassoio, è però discretamente girato appena di spalle e quasi nascosto dall'ombra del sacerdote. 

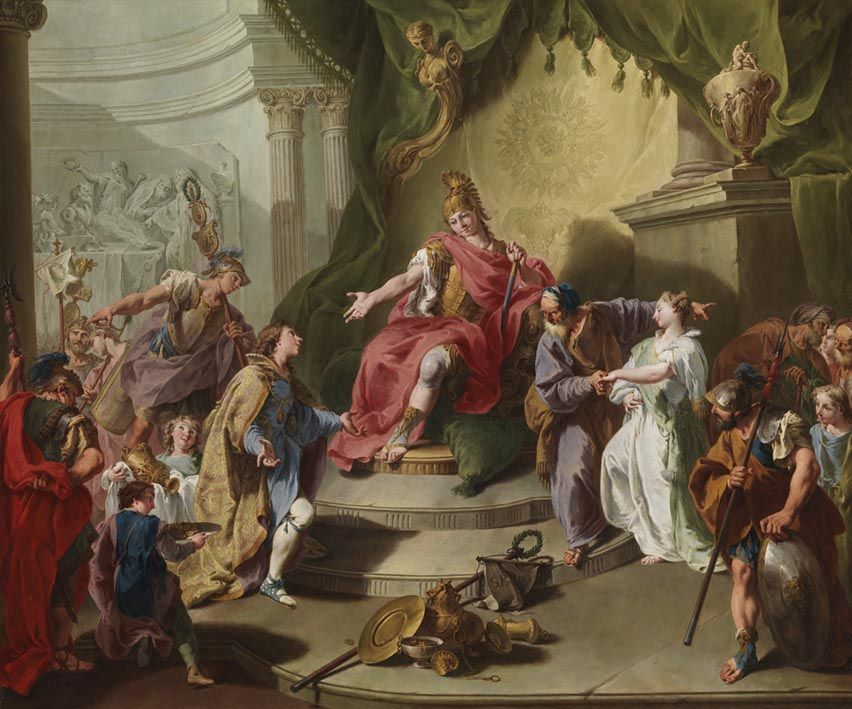
Clemenza di Scipione, 1733, olio su tela, 134 x 160 cm, Staatsgalerie, Würzburg.

Al gruppo dei soldati di sfondo sono assegnate le insegne militari classicheggianti che non potevano invece caratterizzare i soldati israeliti. È un gruppo più ridotto, avvicinato al proscenio, con i militari intenti ad osservare incuriositi i sacerdoti affaccendati attorno ad un piccolo braciere. Per queste due figure ricompare l'altare con la tovaglia comune a tutti i Tipi A, B e C e sostituisce i due paggetti; il sacerdote di destra è sempre lo stesso sia nella Figlia di Iefte che nel Tipo C mentre quello di spalle è presentato ex-novo nei due soggetti.
Una variazione, significativa dal punto di vista strettamente descrittivo quanto utile da quello compositivo, è – in basso a destra – l'inversione della posizione delle figure del sacerdote che versa l'acqua nel braciere e del paggetto che reca il vassoio, figure presenti in questa collocazione ed atteggiamento anche nel Tipo C (con l'unica variante del paggetto che nello Iefte sembra portare nel vassoio una navicella di unguenti qui lo copre parzialmente con un lembo del mantello). Una soluzione volta ad isolare la figura di Neottolemo. L'aggiunta e lo scostamento delle colonne sposta il porticato verso destra, lo stesso porticato allargato a esedra del Tipo C. Una nota di colore è data da un nuovo cagnolino, posto al centro della scena, che se nello Iefte pare agitarsi ed abbaiare ai sacerdoti, in questa Polissena invece si trastulla con le catenelle del turibolo rovesciato. Nel Sacrificio della figlia di Iefte la coppia di donne piangenti sulla scalinata è uguale a quelle più diffuso nel Tipo C mentre nella Polissena di Würzburg riprende la variante già Akron con le donne completamente accasciate che non osano guardare. In ambedue il gruppo di soldati in primo piano a destra è modificato presentandone due dietro intenti a discutere, mentre quello davanti, con l'alabarda e lo scudo quadro, è sempre lo stesso dei Tipi B e C.
L'innominata figlia di Iefte, senza alcun vincolo, è inginocchiata su un cuscino per offrirsi docilmente al sacrificio. Molto significativo è il fatto che la figura di Polissena sia esattamente uguale affidando il riconoscimento della differenza del rito ai fiori nuziali sono sparsi attorno all'ara.

### UnaPolissenadi attribuzione dubbia

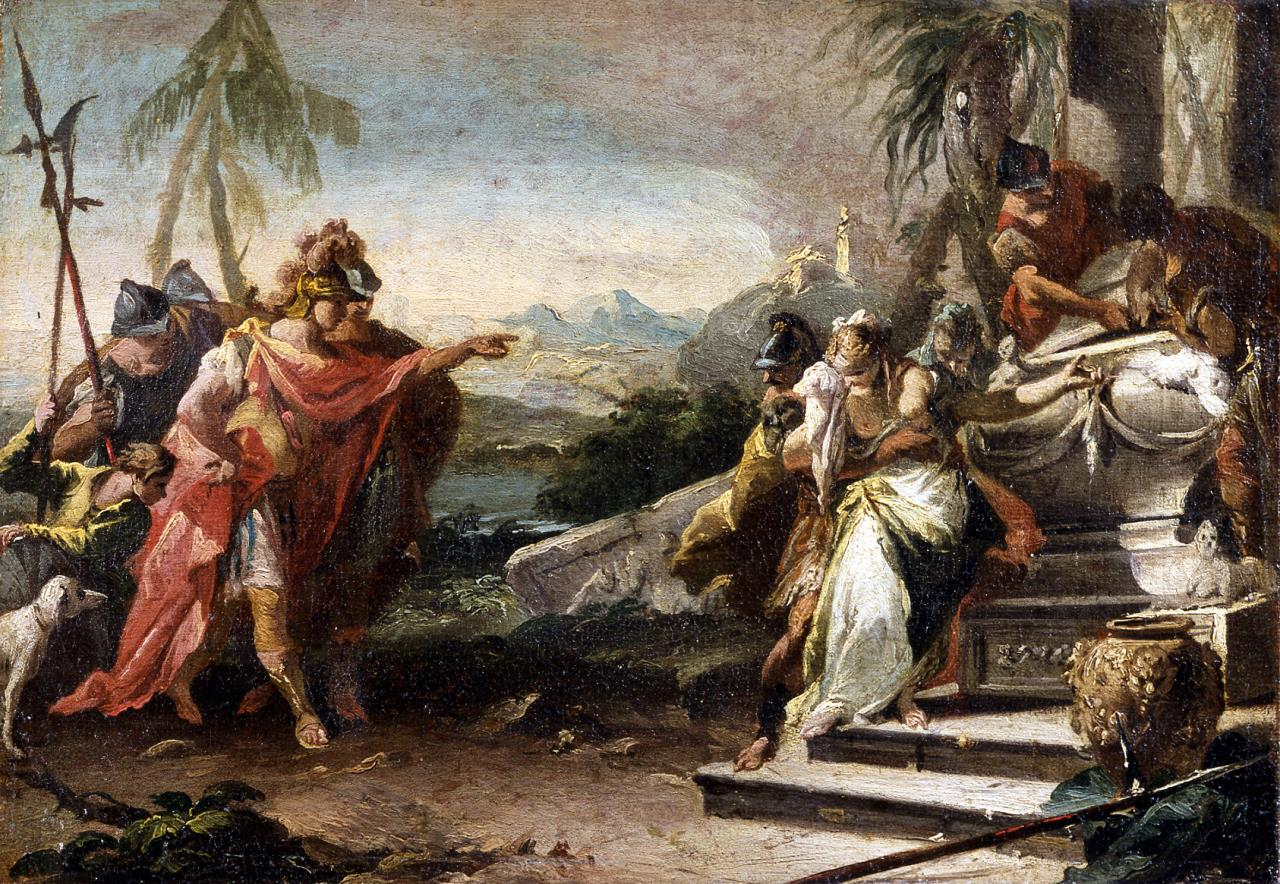
Sacrificio di Polissena, s.d., olio su tela, 31,7 x 45,3 cm, York Art Gallery.

È doveroso citare anche un'ulteriore versione del Sacrificio di Polissena presentata dalla York Art Gallery come opera del Pittoni.
La teletta differisce completamente dagli altri Sacrifici pittoniani sia nella presentazione della scena che e negli elementi iconografici più rilevanti, se non nella postura di Neottolemo. Polissena viene presentata a seno nudo, col capo chino, con una mano regge un velo verso il volto – come per tergersi le lacrime –  e con l'altra indica la tomba di Achille a cui è accostata; sono assenti i sacerdoti e gli assistenti al rito sacrificale, sono invece presenti diversi soldati con due personaggi intenti ad aprire il sarcofago. Un'ulteriore anomalia è la mancata chiusura dell'orizzonte in uno spazio teatrale definito da portici e altre strutture architettoniche – tipico nelle altre versioni note ed in altri soggetti storico mitologici del Pittoni. Il fondale della scena è invece un aperto paesaggio rivierasco, con monti e palmizi e qualche costruzione.
Per questi motivi e per la mancanza di successive repliche, se già il piccolo formato e la stesura stenografica fanno pensare di più ad un bozzetto che ad un'opera finita, l'autografia non viene accettata dalla Zava Boccazzi pur riconoscendolo come opera della bottega e magari di mano del fratello più giovane del Pittoni, Pietro.

## Appendice: catalogo deiSacrificio di Polissenadi Pittoni
La tabella raccoglie tutte le opere note di Giovanni Battista Pittoni e bottega con questo soggetto, per tutte le opere la tecnica utilizzata e l'olio su tela.
| Titolo uniforme o utilizzato dal museo            | Cat. | Tipo   | Dimensioni      | Autografia | Data      | Museo o collezione privata            | Note |
| ------------------------------------------------- | ---- | ------ | --------------- | ---------- | --------- | ------------------------------------- | --- |
| Sacrificio di Polissena                           | 364  | ––     | 500 x 240 cm c. | autografo  | 1720 c.   | Già Palazzo Caldogno Tecchio, Vicenza | distrutto nei bombardamenti del 1945                                                                                                  |
| Sacrificio di Polissena                           | 161  | Tipo A | 71,2 x 52,6 cm  | autografo  | 1730-1732 | Národní galerie, Praga                | assieme al pendant Bacco e Arianna nello stesso museo                                                                                 |
| Opferung der Polyxena                             | 186  | Tipo A | 71 x 49,5 cm    | autografo  | 1730-1732 | Staatsgalerie, Stoccarda              | assieme al pendant Bacco e Arianna nello stesso museo                                                                                 |
| The Sacrifice of Polixena at the tomb of Achilles | 9    | Tipo A | 70 x 51,8 cm    | autografo  | 1730-1732 | Walters Art Museum, Baltimora         | due repliche autografe del pendant Bacco e Arianna sono esposte separatamente alla Pinacoteca di Brera e al Museo d'arte di San Paolo |
| Sacrificio di Polissena                           | 160  | Tipo A | 71 x 51 cm      | autografo  | n.d.      | Muzeum Narodowe, Poznań               | con alcune variazioni rispetto al Tipo A                                                                                              |
| Sacrificio di Polissena                           | 298  | Tipo A | 98 x 61,2 cm    | autografo  | n.d.      | Già collezione conte Lechi, Brescia   | perduto assieme al pendant Bacco e Arianna                                                                                            |
| El Sacrificio de Políxena                         | S.4  | Tipo A | 72 x 58 cm      | bottega    | 1730-1732 | Museo Thyssen-Bornemisza, Madrid      | |
| The Sacrifice of Polyxena                         | 101  | Tipo B | 128.3 × 95.3 cm | autografo  | 1732-1733 | The J. Paul Getty Museum, Malibù      | il pendant Antioco e Stratonice è esposto al Museum of Fine Arts, Springfield.                                                        |
| Жертвоприношение Поликсены                        | 79   | Tipo B | 129 x 94 cm     | autografo  | 1732-1733 | Museo dell'Ermitage, San Pietroburgo  | |
| Sacrificio di Polissena                           | 254  | Tipo B | 127 x 91,5 cm   | autografo  | 1732-1733 | Già collezione Parker, Londra         | ubicazione ignota |
| Sacrificio di Polissena                           | 166  | Tipo C | 370 x 680 cm    | autografo  | 1734      | Palazzo Taverna, Roma                 | |
| Polyxène devant le tombeau d'Achille              | 145  | Tipo C | 56 x 98 cm      | autografo  | 1734-1735 | Museo del Louvre, Parigi              | assieme al pendant Clemenza di Scipione nello stesso museo                                                                            |
| Sacrificio di Polissena                           | 1    | Tipo C | 53 x 101,6 cm   | autografo  | 1734-1735 | Già Akron Art Institute, Akron        | ubicazione ignota |
| Sacrificio di Polissena                           | 196  | Tipo C | 36 x 63,5 cm    | autografo  | 1734-1735 | Collezione privata, Torino            | |
| Sacrificio di Polissena                           | 274  | Tipo C | 49 x 98 cm      | autografo  | 1734-1735 | Già collezione privata, Treviso       | ubicazione ignota |
| Sacrificio di Polissena                           | S.17 | Tipo C | 58 x 95 cm      | bottega    | 1734-1735 | Collezione privata, Treviso           | |
| Sacrificio di Polissena                           | 311  | Tipo C | n.d.            | n.d.       | n.d.      | Già Palazzo Ostankino, Mosca          | perduto, presentava alcuni elementi dal Tipo B                                                                                        |
| Sacrificio di Polissena                           | cat  | Tipo A | 73 x 56 cm      | autografo  | 1735 c.   | Collezione privata, Pordenone         | con dettagli dal Tipo C |
| Opferung der Polyxena                             | 119  | ––     | 134 x 160 cm    | autografo  | 1737 c.   | Staatsgalerie, Würzburg               | assieme al pendant Clemenza di Scipione nello stesso museo                                                                            |
| The Sacrifice of Polyxena                         | S.23 | ––     | 31,7 x 45,3 cm  | scuola     | n.d.      | York Art Gallery, York                | |